# August-Kekulé-Medaille

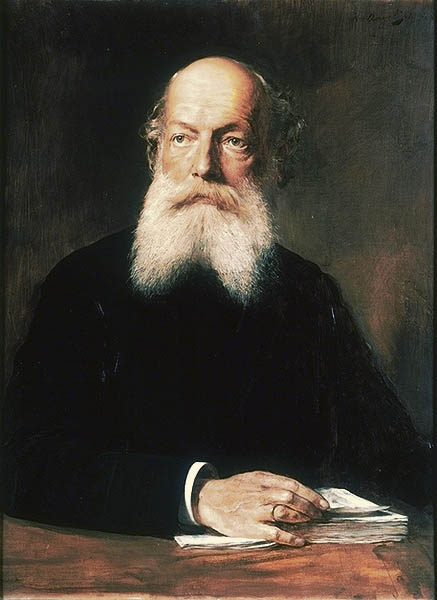
Friedrich August Kekulé (1890)

Die August-Kekulé-Medaille – benannt nach Friedrich August Kekulé (1829–1896) – wurde von 1954 bis 1990 von der Chemischen Gesellschaft der DDR verliehen.
Preisträger waren prominente Chemikerinnen und Chemiker aus der akademischen Welt und aus der chemischen Industrie:
- 1954 Walter König (Dresden)
- 1955 Johannes Nelles (Schkopau)
- 1957 Wilhelm Treibs (Leipzig) und Fritz Melms (Wolfen)
- 1960 Wolfgang Langenbeck (Rostock)
- 1962 Alfred Rieche (Berlin)
- 1964 Walter Voss und Kurt Meyer (beide aus Wolfen)
- 1965 Hans Beyer (Greifswald) und Erich Clar (Glasgow)
- 1968 Kurt Mothes (Halle)
- 1969 Günter Hilgetag (Berlin)
- 1974 Ulrich Freimuth (Dresden) und Hermann Klare (Berlin)
- 1976 Burkart Philipp (Teltow)
- 1977 Nikolai M. Emanuel (Moskau/UdSSR)
- 1978 Roland Mayer (Dresden) und Heinz G. O. Becker (Merseburg)
- 1979 Hans-Joachim Bittrich (Merseburg)
- 1980 Werner Schroth (Halle)
- 1981 Manfred Rätzsch (Dresden)
- 1982 Wilhelm Pritzkow (Merseburg)
- 1983 Horst Pracejus (Rostock)
- 1984 Karlheinz Lohs (Leipzig)
- 1985 Werner Kochmann (Bitterfeld)
- 1986 Klaus Schreiber (Halle/Saale)
- 1987 Margit T. Rätzsch (Merseburg)
- 1988 Ernst Schmitz (Berlin)
- 1989 Manfred Schulz (Merseburg)
- 1990 Jürgen Fabian (Dresden)